# Acétyl-coenzyme A synthase
L'acétyl-CoA synthase est une acétyltransférase qui catalyse la réaction :
acetyl-CoA + protéine à corrinoïde  {\displaystyle \rightleftharpoons }  CO + protéine à corrinoïde méthylé + CoA.
Cette enzyme intervient notamment dans la méthanogenèse et la voie de Wood-Ljungdahl.